# Пало-Альто (округ, Айова)
Шаблон:StateAbbr_ 43°04′48″ пн. ш. 94°40′51″ зх. д. / 43.08° пн. ш. 94.680833333333° зх. д.
Округ Пало-Альто (англ. Palo Alto County) — округ (графство) у штаті Айова, США. Ідентифікатор округу 19147.

## Історія
Округ утворений 1851 року.

## Демографія
За даними перепису 
2000 року 
загальне населення округу становило 10147 осіб, зокрема міського населення було 3691, а сільського — 6456.
Серед мешканців округу чоловіків було 4935, а жінок — 5212. В окрузі було 4119 домогосподарств, 2674 родин, які мешкали в 4631 будинках.
Середній розмір родини становив 2,96.
Віковий розподіл населення поданий у таблиці:
| Стать    | До 15 років | 15-21 | 22-29 | 30-39 | 40-49 | 50-65 | 65-85 | Понад 85 |
| -------- | ----------- | ----- | ----- | ----- | ----- | ----- | ----- | -------- |
| Чоловіки | 974         | 618   | 418   | 548   | 766   | 741   | 769   | 101      |
| Жінки    | 931         | 575   | 369   | 538   | 717   | 789   | 1026  | 267      |

## Суміжні округи
- Еммет — північ
- Кошут — схід
- Покахонтас — південь
- Клей — захід

## Виноски
1. ↑  U.S. Decennial Census. United States Census Bureau. Процитовано 20 липня 2014.
2. ↑  Historical Census Browser. University of Virginia Library. Архів оригіналу за 11 серпня 2012. Процитовано 20 липня 2014.
3. ↑  Population of Counties by Decennial Census: 1900 to 1990. United States Census Bureau. Процитовано 20 липня 2014.
4. ↑  Census 2000 PHC-T-4. Ranking Tables for Counties: 1990 and 2000 (PDF). United States Census Bureau. Процитовано 20 липня 2014.
5. ↑  State & County QuickFacts. United States Census Bureau. Архів оригіналу за 7 червня 2011. Процитовано 20 липня 2014.(англ.) Наведено за англійською вікіпедією.
6. ↑  American FactFinder. Бюро перепису населення США. Архів оригіналу за 26 лютого 2012. Процитовано 31 січня 2008.

| США | Це незавершена стаття з географії США. Ви можете допомогти проєкту, виправивши або дописавши її. |